# Mimic 3: Sentinel
Pour les articles homonymes, voir Mimic.
Série
Mimic 2
(2001)
Pour plus de détails, voir Fiche technique et Distribution.
Mimic 3: Sentinel est un film américain réalisé par J. T. Petty, sorti directement en vidéo en 2003. Il s'agit de la seconde suite à Mimic (1997) de Guillermo del Toro et inspiré d'une nouvelle de Donald A. Wollheim.

## Synopsis
Marvin est un jeune homme de 24 ans, souffrant d'hypersensibilité chimique multiple. Confiné dans une chambre fermée, il occupe ses journées en prenant de nombreuses photographie et en observant son voisinage. Il va alors découvrir que les monstres insectes « Judas », qui ont terrorisé la ville quelques années plus tôt, sont de retour prêts à tout pour prendre leur revanche.

## Fiche technique
Sauf indication contraire, les informations mentionnées dans cette section peuvent être confirmées par la base de données cinématographiques IMDb,  présente dans la section « Liens externes ».
- Titre original : Mimic 3 : Sentinel
- Réalisation : J. T. Petty
- Scénario : J. T. Petty, d'après la nouvelle Mimic de Donald A. Wollheim
- Musique : Henning Lohner
- Direction artistique : Serban Porupca
- Décors : Christian Niculescu
- Costumes : Oana Paunescu
- Photographie : Alexandru Sterian
- Montage : Kirk M. Morri
- Production : Ron Schmidt
- Productions déléguées : W.K. Border, Nick Phillips et Andrew Rona
- Sociétés de production : Dimension Films et Neo Art & Logic
- Société de distribution : Dimension Films
- Pays de production :  États-Unis
- Langue originale : anglais
- Format : couleur - 1,85:1 - Dolby Digital - 35 mm
- Genre : horreur, science-fiction, thriller
- Durée : 73 minutes
- Dates de sortie :
  - États-Unis : 14 avril 2003 (festival de Philadelphie) ; 14 octobre 2003 (sortie nationale)
  - Québec : 4 août 2003[1]
  - France : 14 septembre 2019 (Amazon Prime Video)

## Distribution
- Karl Geary : Marvin
- Alexis Dziena : Rosy
- Rebecca Mader : Carmen
- Amanda Plummer : Simone, la mère
- Keith Robinson : Desmond
- Lance Henriksen : l'homme aux poubelles
- John Kapelos : l'inspecteur Gary Dumars

## Production
Le kick boxer britannique Gary Daniels est un temps pressenti pour interpréter l'inspecteur Gary Dumars, finalement joué par John Kapelos.
Le tournage débute le 8 septembre 2002, et se déroule en Roumanie, notamment à Bucarest.
La chanson You Can't Tell the Difference After Dark est interprétée par Alberta Hunter.

## Distinctions
Nominations
- DVD Exclusive Awards 2003 :
  - Meilleur acteur pour Lance Henriksen
  - Meilleure actrice pour Amanda Plummer
  - Meilleurs effets spéciaux pour Jamison Scott Goei